# Liborio Vidal Aguilar
Liborio Vidal Aguilar  (Valladolid, Yucatán, 27 de abril de 1963) es un empresario y político mexicano. Ha sido presidente municipal de Valladolid, Yucatán entre 1993-1995. Ha sido en dos ocasiones diputado federal por el I Distrito Electoral Federal de Yucatán, la primera vez de 2009-2012 y la segunda de 2015-2018 por el Partido Revolucionario Institucional, así como dos veces diputado local del Congreso del Estado de Yucatán en las legislaturas de 1994-1995 y 1998-2001. Actualmente, tras los cambios en el gabinete en el gobierno de Mauricio Vila, fue designado como secretario de educación en el Estado de Yucatán.

## Biografía
Nacido en el seno de una familia de pequeños empresarios quienes contaban con una tienda de abarrotes enfrente de la estación de camiones en Valladolid, México; desde muy pequeño, Liborio Vidal Aguilar colaboró con sus padres en las labores de la tienda, su primer empleo a la edad de 12 años. Posteriormente, gracias a las habilidades empresariales de su padre, Liborio, decidió seguir su ejemplo y dedicarse de lleno al comercio, que actualmente, se encuentra en siete estados del  Sureste de México.

## Trayectoria política
Entre sus acciones más destacadas como funcionario público está el proyecto #DonoMiSueldo que otorga su salario como Legislador a rubros como: Tratamientos y medicamentos para niños de escasos recursos, Educación y promoción ambiental, así como a Asilos y casas de ancianos. Después de dos temporadas abrió el ciclo y su sueldo se destinó para asociaciones civiles que trabajan con drogadictos y alcohólicos anónimos, así como cuidado, rescate y protección animal.
En 1990, fue nombrado vicepresidente de la Cámara Nacional de Comercio. Desde la primera vez que estuvo en un puesto de elección popular durante el periodo 1991-1993 como Presidente Municipal de Valladolid y todos los subsecuentes como diputado tanto de la LIII(1994-1995) y la LV(1998-2001) legislatura local, así como la LXI federal (2009-2012) Legislatura; Liborio ha destinado su salario, que ronda entre los $134,819.00 pesos mexicanos para apoyar causas sociales.
Entre sus actividades también destacan las que realizó en el sector empresarial en donde ha trabajado en empresas como Proveedora del Hogar Vidal y Bodegas Mayoristas del Sureste S.A. de C.V. (Bomssa) desde hace 33 años. 
En febrero del 2015, ratificaron su candidatura como diputado Federal por mayoría relativa quien venciendo a sus oponentes después de haber obtenido más de 100 mil votos es nombrado representante por el I Distrito Electoral del estado de Yucatán de la LXIII Legislatura del Congreso de la Unión de México el mes de junio del 2015, puesto que desempeñó de 2015-2018. En 2017 Vidal fue mencionado como posible candidato a senador en las elecciones federales de México de 2018, por el Partido Revolucionario Institucional aunque finalmente no consiguió la candidatura, posteriormente en 2019 Vidal renunció al PRI, luego de haber militado en dicho partido por 28 años. En 2021 fue nuevamente candidato a diputado federal por el I Distrito Electoral Federal de Yucatán, candidatura que le fue retirada por la Sala Regional en Xalapa del Tribunal Electoral del Poder Judicial de la Federación, por determinar que no era un candidato indígena. Actualmente es Secretario de Educación del Gobierno Estatal de Mauricio Vila Dosal.